# Padang Matingi
Padang Matingi is een bestuurslaag in het regentschap Labuhan Batu van de provincie Noord-Sumatra, Indonesië. Padang Matingi telt 12.189 inwoners (volkstelling 2010).